# August Nordenskiöld
August Nordenskiöld (* 6. Februar 1754 in Eriksnäs, Finnland; † 10. Dezember 1792 in Sierra Leone) war ein schwedischer Alchemist und Berghauptmann.

## Leben
Er war der Sohn von Carl Fredrik Nordenskiöld dem Älteren (1702–1779), ein Offizier und Ökonom, und von Hedvig Märta Ramsay und der Bruder des Admirals Otto Henrik Nordenskiöld (1747–1832), der im Amerikanischen Unabhängigkeitskrieg kämpfte (bei den Briten und dann bei den Franzosen) und im Russisch-Schwedischen Krieg von 1788 bis 1790 (Seeschlachten von Hogland 1788 und Öland 1789). Weitere Brüder waren Carl Fredrik Nordenskiöld der Jüngere (1756–1828) – auch Swedenborgianer und politischer Pamphletist – Adolf Gustaf Nordenskiöld (1745–1821), Anders Johan Nordenskiöld, Ulrik Nordenskiöld und die Schwestern Hedvig Juliana und Sofia Helena. Ein Sohn von Adolf Gustav Nordenskiöld war Nils Gustaf Nordenskiöld (1792–1866), ein bekannter weitgereister Mineraloge, Freund und Schüler von Jöns Jacob Berzelius und Aufseher über den Bergbau in Finnland, und der wiederum war der Vater des berühmten Entdeckers Adolf Erik Nordenskiöld.
Nordenskiöld studierte ab 1770 an der Akademie in Åbo (Turku), mit der Dissertation 1772 (Om tennets och dess malmers beskaffenhet) und ab 1772 in Stockholm im Bergskollegium Bergbau, Chemie und Mineralogie. Er erwarb sich einen Ruf als Mineraliensammler, befasste sich mit Alchemie (besonders der Suche nach dem Stein der Weisen, mit dem man nach alchemistischer Lehre Gold herstellen konnte) und war Anhänger der Lehre von Emanuel Swedenborg. Bei der Suche nach dem Stein der Weisen wurde er von König Gustav III. unterstützt, der ihn nach London schickte (1779) um seine chemisch-alchemistischen Kenntnisse zu verbessern. Von dort versuchte er auch das Buch von Swedenborg Vera christiana religio nach Schweden zu schmuggeln, es wurde aber beschlagnahmt. 1780 kehrte er auf Befehl des Königs nach Schweden zurück und hatte unter strenger Geheimhaltung ein alchemistisches Labor im Schloss Drottningholm. Nachdem sich kein Erfolg einstellte, brach der König dies ab und Nordenskiöld ging 1785 als Berghauptmann nach Finnland. Dazu war er schon 1782 ernannt worden, blieb aber in Schweden und hatte anscheinend in diesem Amt kaum Dienstverpflichtungen. Er widmete sich stattdessen der Verbreitung der Lehre von Swedenborg; um 1784 arbeitete er auch intensiv an der Zeitschrift der Swedenborgianer Aftonbladet mit. In Finnland hatte er wieder ein alchemistisches Labor in Nystad mit Carl Bergklint. 1787 war er wieder in Schweden, wo er unter dem Günstling des Königs Baron Adolf Fredrik Munck (1749–1831) erneut ein Labor im Schloss Drottningholm betrieb. Er kam aber nicht mit Munck aus. 1789 ging er nach England und reiste in der Folge viel zwischen England, Frankreich und Schweden, schrieb Pamphlete zum Beispiel über eine neu zu gründende Free Community an der Küste Afrikas (eine freie Gesellschaft im Sinne der Swedenborgianer), wohin er auch 1792 mit dem Schiff reiste, teilweise um Bergbau zu erkunden, teilweise um seine utopischen, Swedenborgianischen Ideen zu fördern, die auch eine Abschaffung der Sklaverei umfassten, was auch vom König Gustav III. unterstützt wurde. Um dieselbe Zeit versuchten damals Sklavereigegner um John Clarkson (1764–1828) in Sierra Leone befreite US-amerikanische Sklaven anzusiedeln. Bei der Reise ins Landesinnere kam es zu Auseinandersetzungen mit Einheimischen und er starb in Sierra Leone auf dem Rückweg zur Küste. Darüber gibt es aber unterschiedliche Berichte, nach anderen starb er an einem Fieber.
Sein Schädel und Alchemistenofen ist auf dem Familiensitz der Nordenskiölds, einem Museum (Alikartano Museum, früher Frugård) in Mäntsälä in Finnland zu sehen.
Nordenskiöld inspirierte auch Romanautoren in Finnland (Dag Hemdal, Des Königs Goldmacher, 1945, Antti Tuuri Alchemisten, 2013).

## Schriften
- A plain system of alchemy (in London entstanden)
- Plan for a free community upon the coast of Africa. 1789.
- Församlingsformen uti det Nya Jerusalem. 1792.